# Peace Maker (manga, 2007)
Pour les articles homonymes, voir Peacemaker.
Peace Maker (ピースメーカー) est un manga écrit et dessiné par Ryōji Minagawa. Il est prépublié depuis juin 2007 dans le magazine Ultra Jump de l'éditeur Shūeisha et est compilé en quatorze tomes en mars 2015. La version française est publiée par Glénat depuis septembre 2011.